# Ölüdeniz
Ölüdeniz est un petit village de vacances de la région égéenne sur la côte sud-ouest de la mer Égée en Turquie. Située sur la face sud du mont Babadağ, le village bénéficie de l'héliotropisme et de la beauté de son environnement naturel ; la plage du lagon bleu est une des plus photographiée de la mer Méditerranée.
Le lagon d'Ölüdeniz est une réserve naturelle nationale et les constructions sont strictement interdites, il est célèbre pour ses nuances de turquoise et aigue-marine. La plage bénéficie du pavillon bleu récompensant les plages à haute qualité environnementale et elle est souvent classée parmi les cinq plus belles plages du monde par les voyageurs et les revues de tourisme. Il est également possible de faire du parapente autour de la station balnéaire  bénéficiant de vues panoramiques uniques et de la hauteur exceptionnelle de la montagne Babadağ en bordure de mer.
Ölüdeniz est un point de départ du chemin de Lycie.

## Galerie d'images

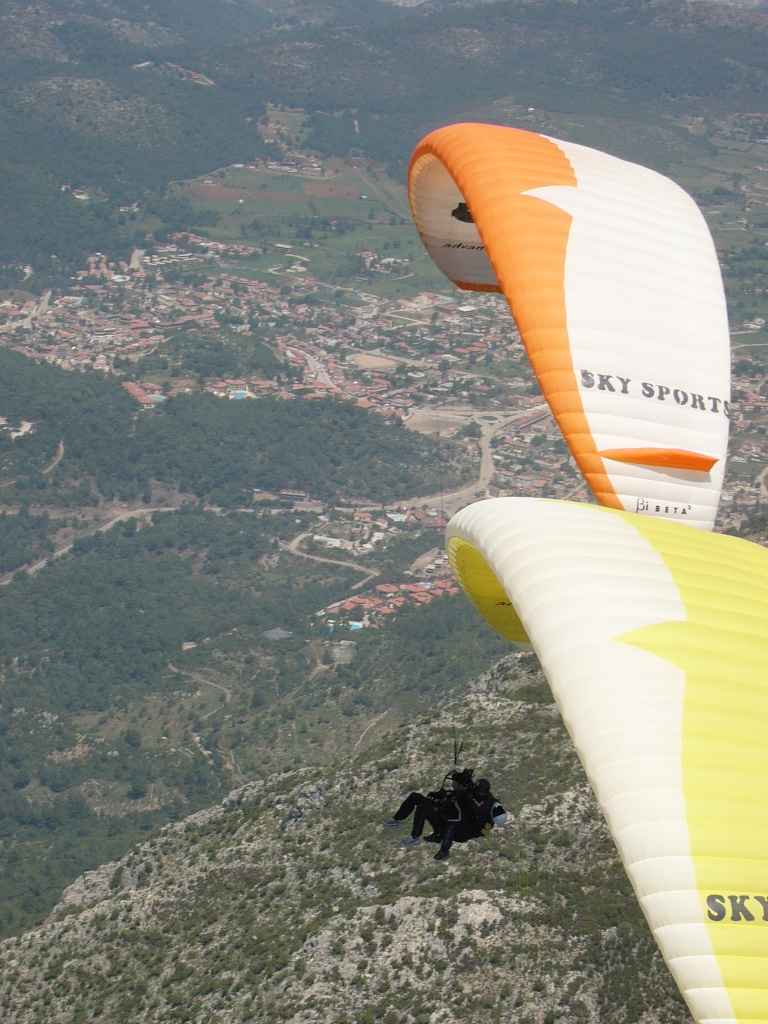
Parapente près d'Ölüdeniz
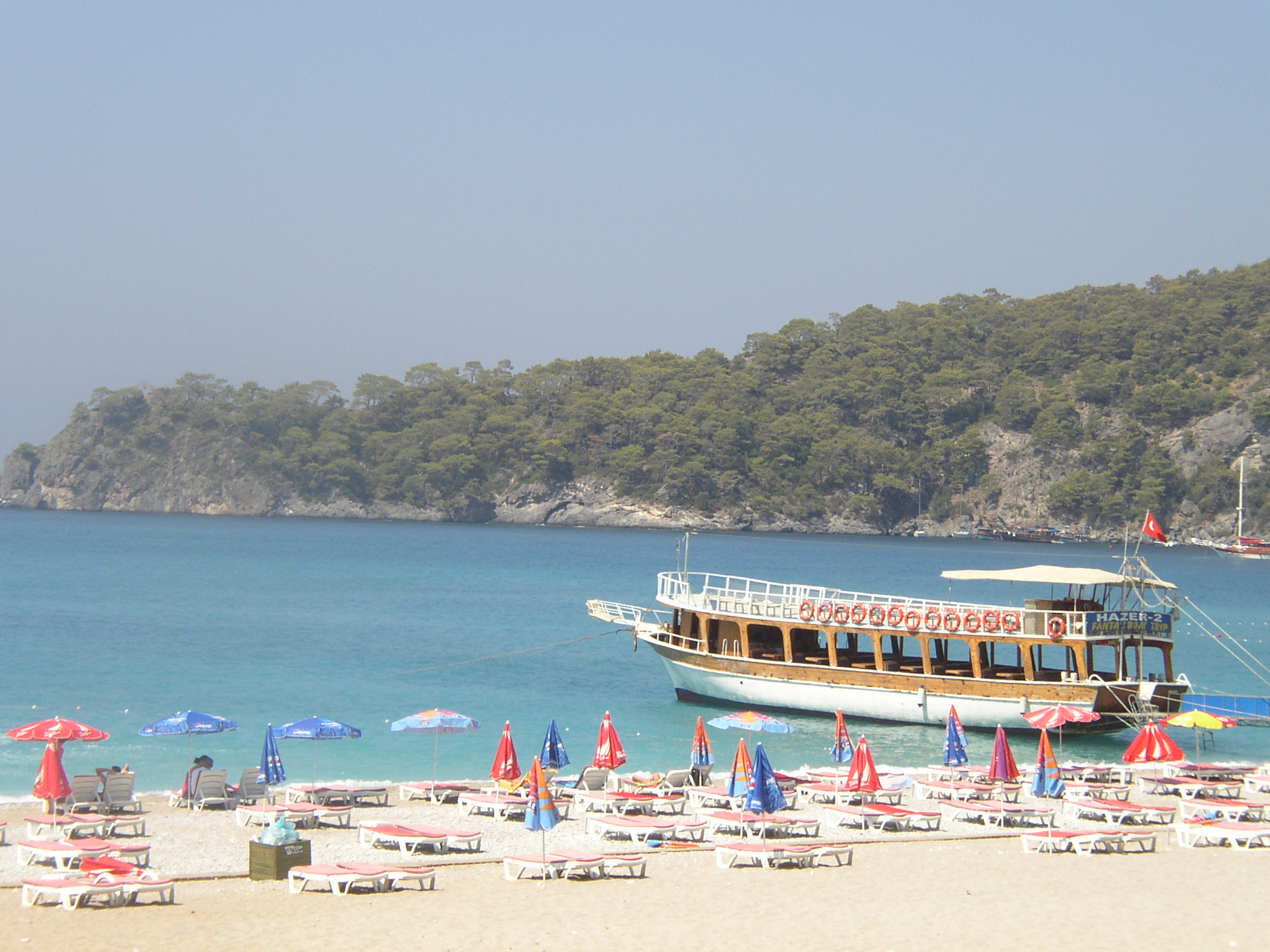
Plage d'Ölüdeniz
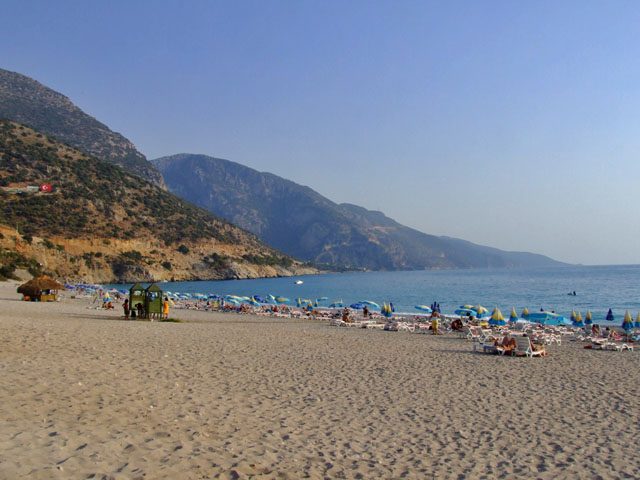
Plage d'Ölüdeniz
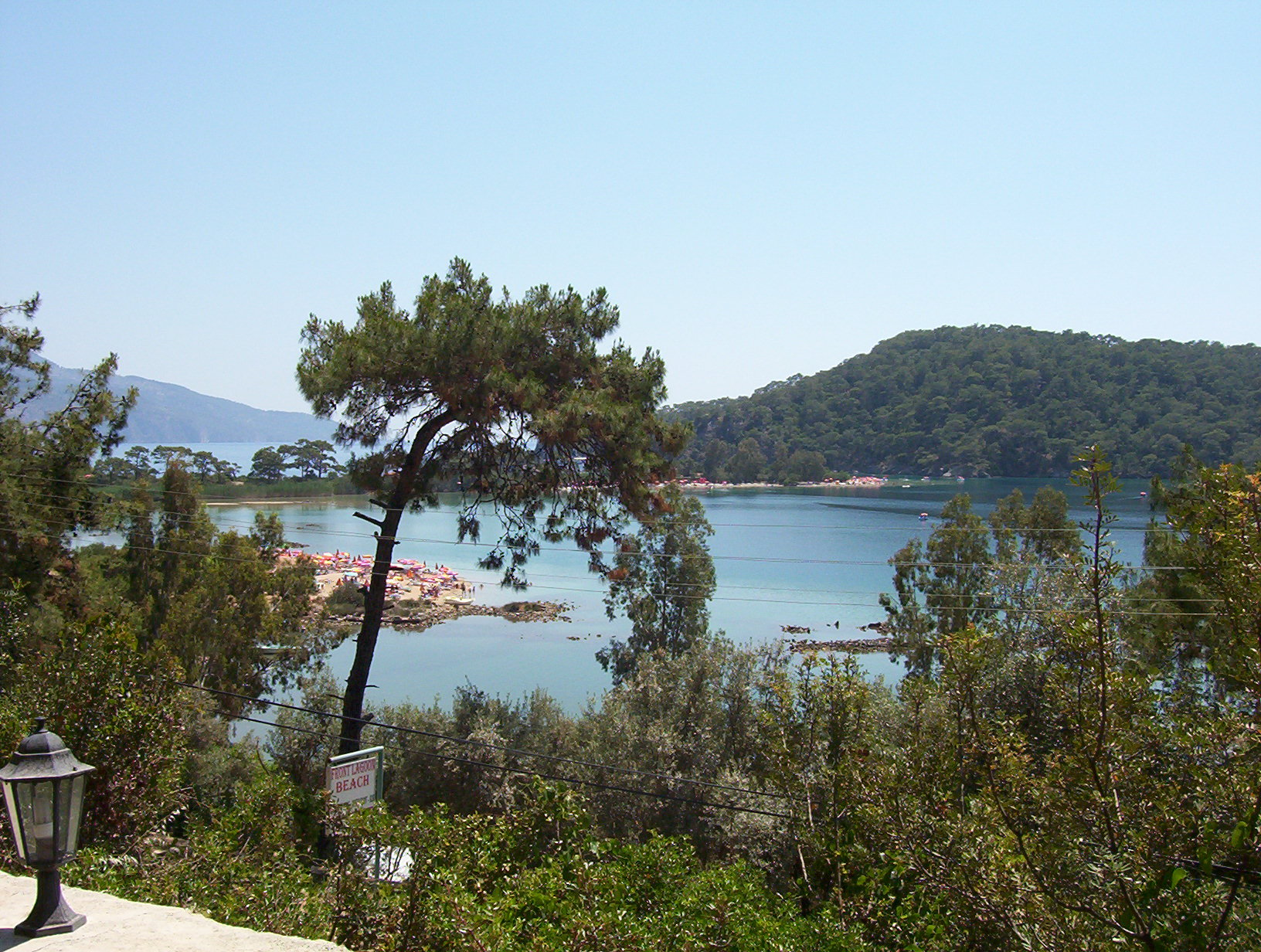
Lagon bleu

## Climat
| Mois                              | jan. | fév. | mars | avril | mai | juin | jui. | août | sep. | oct. | nov. | déc. |
| --------------------------------- | ---- | ---- | ---- | ----- | --- | ---- | ---- | ---- | ---- | ---- | ---- | ---- |
| Température minimale moyenne (°C) | 7    | 7    | 10   | 12    | 15  | 20   | 22   | 22   | 21   | 17   | 13   | 10   |
| Température maximale moyenne (°C) | 16   | 17   | 20   | 21    | 25  | 30   | 34   | 36   | 31   | 26   | 22   | 18   |